# Miguel Ángel Fernández Ordóñez
Miguel Ángel Fernández Ordóñez (Madrid, 1945) é um economista espanhol. 
Economista e funcionário espanhol. Esteve formado parte de diversos governos socialistas. Irmão menor de Francisco Fernández Ordóñez, está casado com Inês Alberdi e tem dois filhos. 
É licenciado em Direito e Ciências Econômicas pela "Universidad Complutense de Madrid". É funcionário de carreira, pertecendo ao Corpo de Técnicos Comerciais e Economistas do Estado. Se considera enquadrado na ala mais liberal do socialismo. Foi secretário de Estado de Economia e secretário de Estado de Comércio durante os primeiros governos de Felipe González. 